# Zwembroek

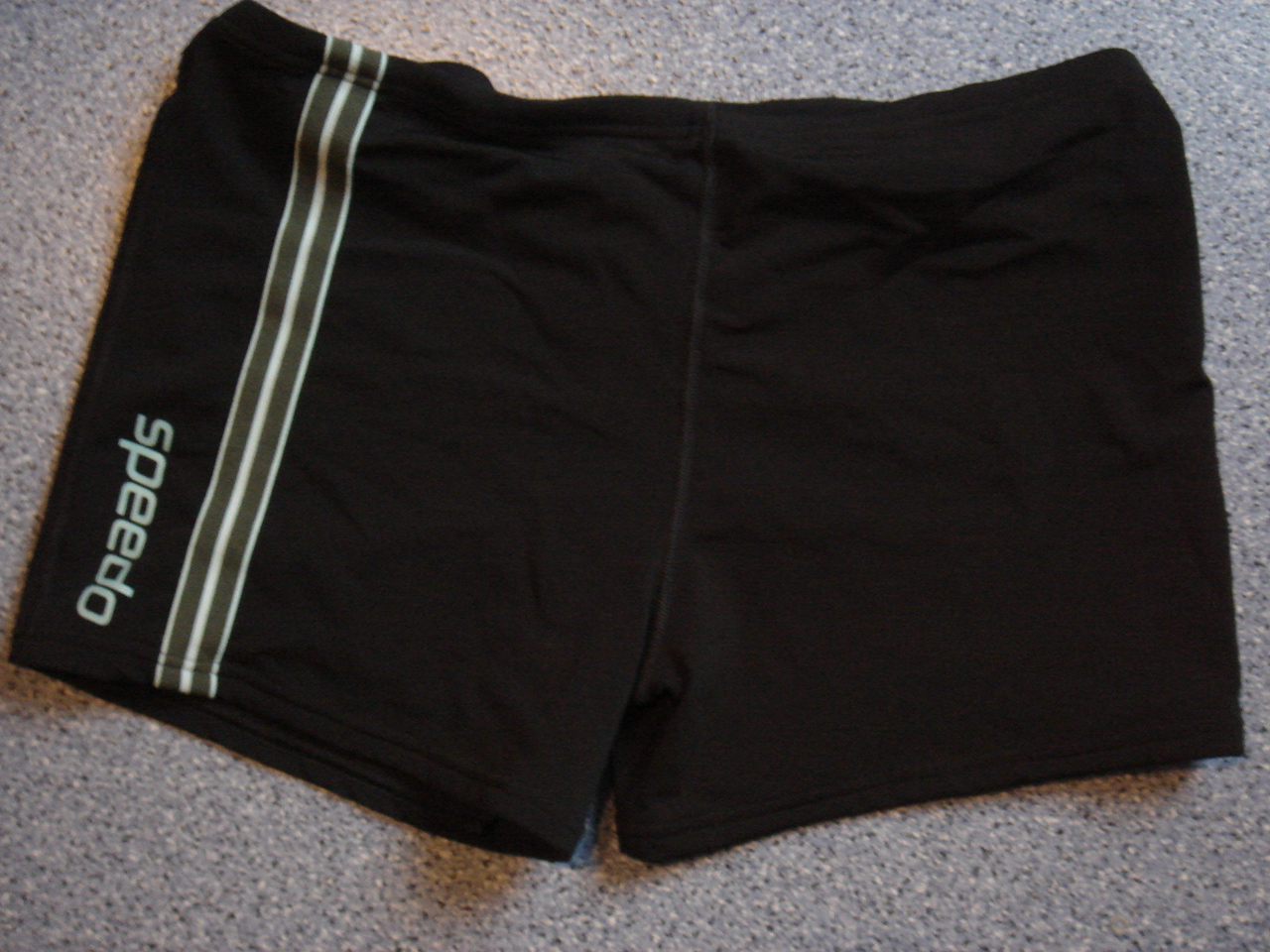
Een zwemboxer van het merk Speedo

Een zwembroek is een kledingstuk dat gebruikt wordt om in te zwemmen.
Een zwembroek is meestal van materiaal vervaardigd dat niet doorschijnend is wanneer de stof droog of nat is.
Zwembroeken worden aanvankelijk door mannen gedragen, later verschenen zwembroeken voor vrouwen. Een zwemslip wordt door mannen en vrouwen gedragen, de laatsten meestal als deel van een bikini.
Een zwembroek heeft meestal geen broekzakken, maar een lange zwembroek heeft regelmatig een binnenzakje met een rits of onderslag om bijvoorbeeld een sleutel in op te bergen.

## Soorten
Er bestaan vier soorten zwembroeken.
- Het losse, wijde model met broekspijpen net boven de knie wordt een zwemshort genoemd.
- Het lange strakke model tot net boven de knie wordt een jammer genoemd.[1]
- Het strakke model zonder broekspijpen wordt een zwemslip genoemd.
- Het strakke model met korte broekspijpen wordt een zwemboxer genoemd.

Naast deze vier soorten zijn er verschillende kledingontwerpers die ervoor kiezen een model te maken dat een beetje tussen twee soorten in zit. Bijvoorbeeld een korte pijp zoals de zwemboxer, maar wel met wijde pijpen.
| Zwemshort | Jammer | Zwemslip | Zwemboxer |

## Geschiedenis
Al sinds eeuwen wordt er gezwommen; niet alleen uit noodzaak maar ook uit plezier. Rond 350 v.Chr. was in het Romeinse Rijk een echte badcultuur ontstaan, men droeg toen toga's of niets. In de late Middeleeuwen tot de 18e eeuw was deze cultuur totaal vergeten en in onbruik geraakt; pas in de 18e eeuw verkondigde men weer hoe gezond zeewater was, bijgevolg ontstonden vele badsteden en kuuroorden. Rijke mensen beschouwden zwemmen als een sociale aangelegenheid. Mannen zwommen naakt, maar vrouwen droegen een alles bedekkend flanellen badkostuum. Pas in de 19e eeuw werd baden een publieke aangelegenheid en werd badkleding belangrijk. Eerst bestonden er nog alleen echte pakken voor beide geslachten totdat in de jaren 30 van de 20e eeuw mannen zwembroeken gingen dragen. De bikini, die in 1946 werd gelanceerd, was een vooruitgang in vergelijking met de logge, zware, ongemakkelijke gebreide zwempakken uit de jaren 30.
In de jaren 80 had de zwembroek het uiterlijk van een strak zittende onderbroek en had hij zijn pijpjes verloren, die hij enige jaren daarvoor nog wel bezat. Tijdens de jaren 90 leek de zwembroek als zwemkleding vrijwel geheel verdrongen te worden door de ruim zittende boxershort/zwemshort.